# 카흐바드
카흐바드(고대 아일랜드어: Cathbad [ˈkaθvað], 아일랜드어: Cathbhadh)는 아일랜드 신화의 얼스터 대계에서 울라의 왕 콘코바르 막 네사의 궁정에 소속된 수석 드루이드이다.
카흐바드는 콘코바르 왕의 탄생 이야기에도 등장하는데, 콘코바르의 탄생 이야기는 두 가지 판본이 있다. 첫 번째 판본에서 카흐바드는 콘코바르의 아버지이다. 당시 울라의 왕이었던 오하드 살비데의 딸 네스 공주가 카흐바드에게 오늘이 어떤 일을 하기에 상서로운 날이냐고 물었다. 카흐바드는 “비빈이 왕을 잉태하기”에 좋은 날이라고 대답했다. 그때 주위에 다른 남자가 없었기 때문에 네스는 카흐바드를 침대로 데리고 가서 동침하여 아들을 가지게 되었다.
또다른 판본에서, 카흐바드는 한 피아나(유랑 전사 집단)의 두목이자 드루이드였는데, 네스의 양아버지들의 집을 공격해 양아버지 열두 명을 모두 적였다. 범인이 밝혀지지 않았기에 오하드 왕은 아무것도 할 수 없었고, 네스는 27명의 전사들로 자신의 피아나를 꾸려 범인을 추적했다. 그런데 어느날 네스가 멱을 감고 있는데 카흐바드가 나타나 자신의 아내가 되라고 요구했다. 혼자였고 비무장 상태였기에 네스는 별 도리 없이 승낙할 수밖에 없었다. 그러나 이 판본에서 네스의 아이는 네스가 애인이었던 아르드리 파크트나 파하크이다. 어쨌든 간에 네스는 아이를 낳게 되었고, 카흐바드는 내일 날이 밝을 때까지 아이를 낳지 않고 버티면 그녀의 아들은 위대한 왕이 되어 불멸의 명성을 갖게 될 것이라고 말했다. 네스는 콘코바르 강가의 널돌 위에 앉아 버텼고, 다음 날 아침이 되자 아이를 낳았다. 아이가 강물에 빠졌으나 카흐바드가 아이를 건져올렸고 강의 이름을 따서 콘코바르라고 이름붙이고 자신의 아들로 삼았다.
카흐바드는 데르드레의 탄생 때도 등장해서 그녀의 비극적 운명을 예언하지만 콘코바르는 그 예언을 무시해 버린다. 또 쿠 훌린이 어렸을 때 오늘 무기를 받게 되는 이는 불멸의 영광을 갖게 되지만 수명은 단명할 것이라는 카흐바드의 예언을 엿들었는데, 예언의 앞부분밖에 듣지 않은 쿠 훌린은 그대로 콘코바르에게 달려가 무기를 달라고 요구했다. 쿠 훌린은 콘코바르에게 무기를 받았고, 이 꼴을 본 카흐바드는 애통해했다.